# Upplands runinskrifter 426
Upplands runinskrifter 426 är en vikingatida runsten av granit i Vallstanäs (Linsunda), Norrsunda socken och Sigtuna kommun. Runstenen är 1,7 meter hög och 1,0 meter bred. Runhöjden är 6 centimeter.

## Inskriften
Translitterering av runraden:
· þorstain · lit · raisa · st[ain · þina] · eftir · iaru(n)t · sun · sin ·
Normalisering till runsvenska:
Þorstæinn let ræisa stæin þenna æftiʀ Iarund, sun sinn.
Översättning till nusvenska:
Torsten lät resa denna sten efter Järund, sin son.